# Igor Majoroš
Igor Majoroš je slovenský basketbalista hrající českou Národní basketbalovou ligu za Brněnský basketbalový klub. Je vysoký 202 cm, váží 102 kg.

## Kariéra v NBL
- 2005–2006 : BC Sparta Praha
- 2006–2007 : Brněnský basketbalový klub

## Statistiky
| Sezóna   | Soutěž      | Odehrané minuty | Průměr na zápas | Body | Průměr na zápas |
| -------- | ----------- | --------------- | --------------- | ---- | --------------- |
| 2005/06  | Mattoni NBL | 849.7           | 25.0            | 332  | 9.8             |
| 2006/07* | Mattoni NBL | 210.2           | 23.4            | 74   | 8.2             |

 *Rozehraná sezóna - údaje k 20.1.2007 